# تونی پیتس
تونی پیتس (به انگلیسی: Tony Pitts) (زاده ۱۰ اکتبر ۱۹۶۲) بازیگر انگلیسی است.
از فیلم‌های معروف او می‌توان به بازی در فیلم اسب جنگی و لیلیهامر اشاره کرد.